# Alla luna
Alla luna è una delle liriche dei Canti di Giacomo Leopardi, composta a Recanati presumibilmente nel 1819. Si tratta di un componimento poetico molto significativo, in quanto qui troviamo un tema che sarà molto frequente nella lirica leopardiana: il ricordo (lo stesso titolo originario della poesia era La ricordanza). 

## Testo e parafrasi
| Testo | Parafrasi |
| --- | --- |
| O graziosa luna, io mi rammento che, or volge l'anno, sovra questo colle io venia pien d'angoscia a rimirarti: e tu pendevi allor su quella selva siccome or fai, che tutta la rischiari. Ma nebuloso e tremulo dal pianto che mi sorgea sul ciglio, alle mie luci il tuo volto apparia, ché travagliosa era mia vita: ed è, né cangia stile, o mia diletta luna. E pur mi giova la ricordanza, e il noverar l'etate del mio dolore. Oh come grato occorre nel tempo giovanil, quando ancor lungo la speme e breve ha la memoria il corso, il rimembrar delle passate cose, ancor che triste, e che l'affanno duri! | Luna benevola, io mi ricordo che, un anno fa, su questo colle venivo a contemplarti, pieno di dolore: e tu eri sospesa su quella selva proprio come fai ora, che la rischiari completamente. Ma ai miei occhi il tuo aspetto appariva velato e tremante a causa delle lacrime che mi sgorgavano dagli occhi, poiché la mia vita era piena di tormenti: e, o mia cara luna, è così tuttora né cambia modo di essere. E tuttavia mi è gradito il ricordo, e il richiamare alla mente il tempo della mia sofferenza. Oh come torna gradito e prezioso durante la giovinezza - quando la speranza ha ancora un lungo cammino di fronte a sé mentre la memoria ne ha uno breve - il ricordarsi di ciò che è passato, anche se è triste, ed anche se la sofferenza continua! |

## Analisi

### Contenuto

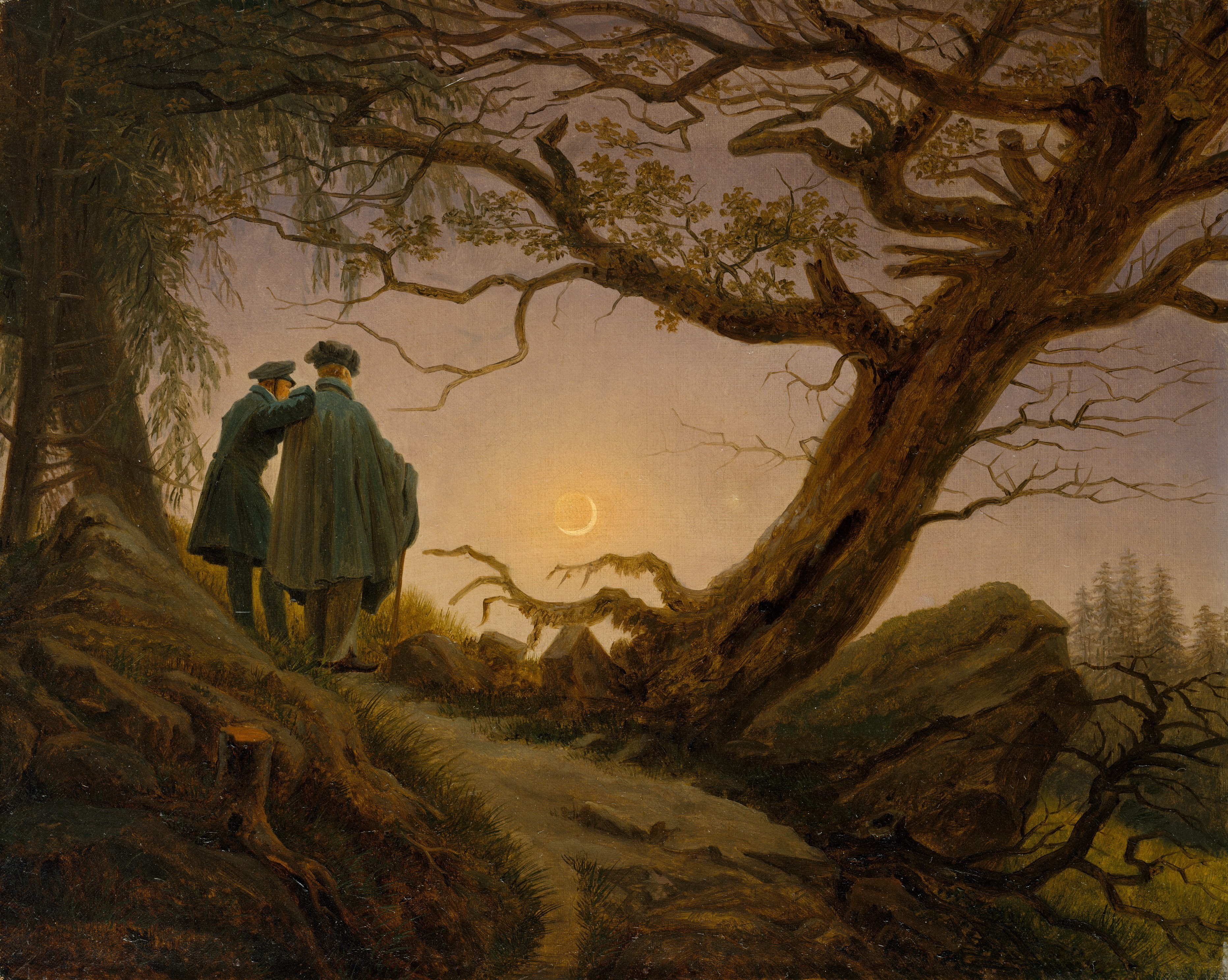
Caspar David Friedrich, Due uomini contemplano la Luna (1825–30); olio su tela, 34.9×43.8 cm

L'attacco dell'idillio, composto in endecasillabi sciolti, è affidato a un'apostrofe alla luna, intima amica di Leopardi e muta confidente dei suoi affanni. A distanza di un anno (v. 2, «or volge l’anno») il poeta ritorna nuovamente sulla sommità del Monte Tabor, un colle che si erge a sud di Recanati (si tratta dello stesso scenario contemplativo dell'Infinito), per ammirare l'astro, della quale ribadisce la piacevolezza estetica e le qualità morali: al primo verso, infatti, la luna è qualificata dall'aggettivo «graziosa», da intendersi anche come «leggiadra» e «amabile», come più avanti (precisamente al v. 10) è definita «diletta». Davanti allo spettacolo offerto dalla luna, che rischiara la selva sottostante con una luce ovattata e lattiginosa, il poeta cerca, in petrarchesca solitudine, di trovare consolazione ai suoi travagli interiori, pur comprendendo che neanche l'astro - pur essendogli favorevole - avrebbe potuto genuinamente comprenderlo. Questo timore è espresso al terzo verso, che è caratterizzato infatti da una struttura quasi ossimorica, siccome accosta nella medesima locuzione il gesto assiduo (come suggerito dal verbo «venia» all'imperfetto) del poeta di recarsi a contemplare il paesaggio lunare all'«angoscia» che tormentava il suo animo: «io venia pien d’angoscia a rimirarti». All'equilibrio spaziale dei primi cinque versi si contrappone quello temporale dei secondi, dove è ancora protagonista l'io soggettivo del poeta, che si scopre ancora travagliato dal dolore e dalle sofferenze, proprio come un anno addietro, tanto che la vista dell'astro gli era impedita dalle copiose lacrime (vv. 6-7, «ma nebuloso e tremulo dal pianto / che mi sorgea sul ciglio»).
Giunti al decimo verso termina la parte narrativa del componimento, ed ha inizio quella teorico-filosofica, dove Leopardi sviluppa una tematica che sarà assai frequente sia nello Zibaldone che nelle sue liriche della maturità. Si tratta, come già accennato nell'incipit, del ricordo: nella gioventù, come osservato dal poeta, la «rimembranza» di un'esperienza dolorosa del passato pur essendo triste è comunque gradita, essendo la memoria breve e la speranza lunga.

### Stile
Alla luna presenta un lessico denso di arcaismi, tesi a nobilitare il componimento (v. 4: «pendevi»; v. 10: giova; v. 11: «noverar l’etate»), e ricco di parole che evocano efficacemente una sensazione di vago e di indeterminatezza, e pertanto definite dallo stesso Leopardi «poeticissime». Sono presenti numerosi enjambement, che conferiscono al testo un ritmo armonioso senza spezzarne eccessivamente la struttura, e la sintassi è semplice e piana. Riportiamo di seguito il commento del critico Walter Binni:
(Walter Binni)

### Precedenti letterari

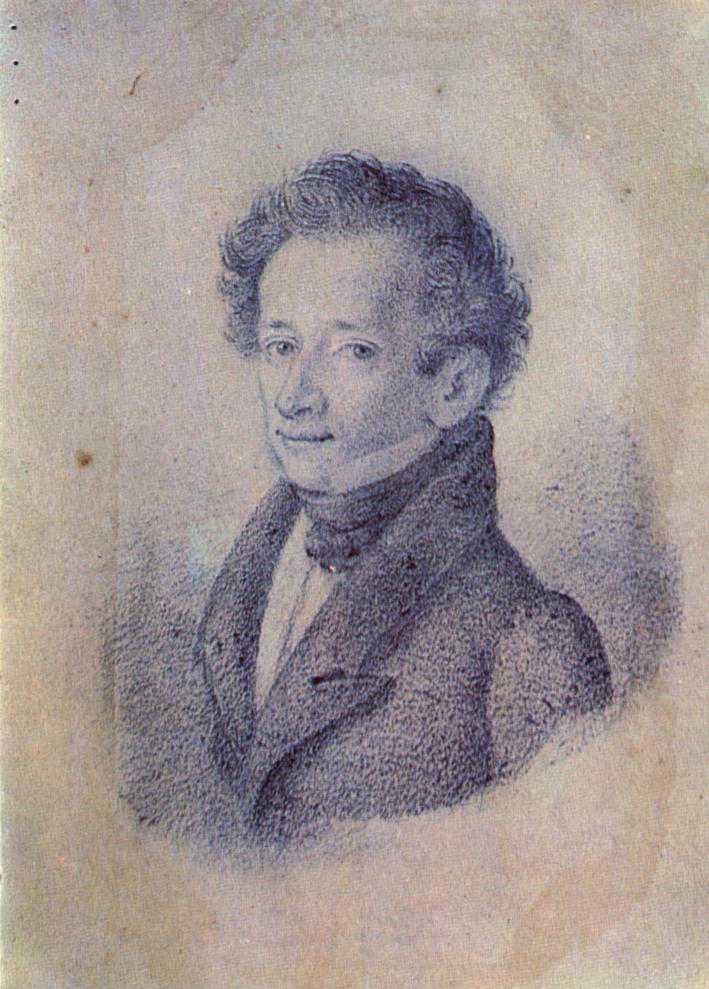
Luigi Lolli, Ritratto di Giacomo Leopardi (1826)

Diversi sono i modelli letterari che hanno ispirato Leopardi nella composizione dell'idillio, alcuni classici ed altri più recenti. L'incipit di Alla luna, ad esempio, si conforma con un idillio attribuito al poeta greco Mosco di Siracusa, al cui studio Leopardi si accostò nel 1815 con la stesura del Discorso sopra Mosco. Riportiamo di seguito una delle strofe del poema di Mosco:
[...] Tu della luna argentea

sol cedi al chiaro splendere;

ascolta, astro carissimo,

ascolta i miei sospir»
Altra fonte letteraria che servì da spunto per la composizione fu quella petrarchesca. In tutto il testo di Alla luna sono disseminati riferimenti all'Aretino: li troviamo al v. 2 («or volge l'anno» ricorda le espressioni usate dal poeta laureatus per sottolineare il tempo trascorso dalla morte di Laura), al v. 7 («alle mie luci» è una metafora assai ricorrente nel Canzoniere) e al v. 9 («né cangia stile», stilema squisitamente petrarchesco).
Lo stesso tema del ricordo verrà ripreso da Leopardi in idilli cronologicamente successivi ad Alla luna: la questione della «rimembranza» sarà affrontata dal poeta di Recanati nell'Infinito, nella Sera del dì di festa, nelle Ricordanze e in alcuni passi dello Zibaldone, dove leggiamo:
(Giacomo Leopardi)